# Hannivka, Starobilsk
Hannivka (în ucraineană Ганнівка) este un sat în comuna Kureacivka din raionul Starobilsk, regiunea Luhansk, Ucraina.

## Demografie
Componența lingvistică a localității Hannivka
     Ucraineană (93,84%)
     Rusă (6,16%)
Conform recensământului din 2001, majoritatea populației localității Hannivka era vorbitoare de ucraineană (93,84%), existând în minoritate și vorbitori de rusă (6,16%).